# Herman Haluschtschenko

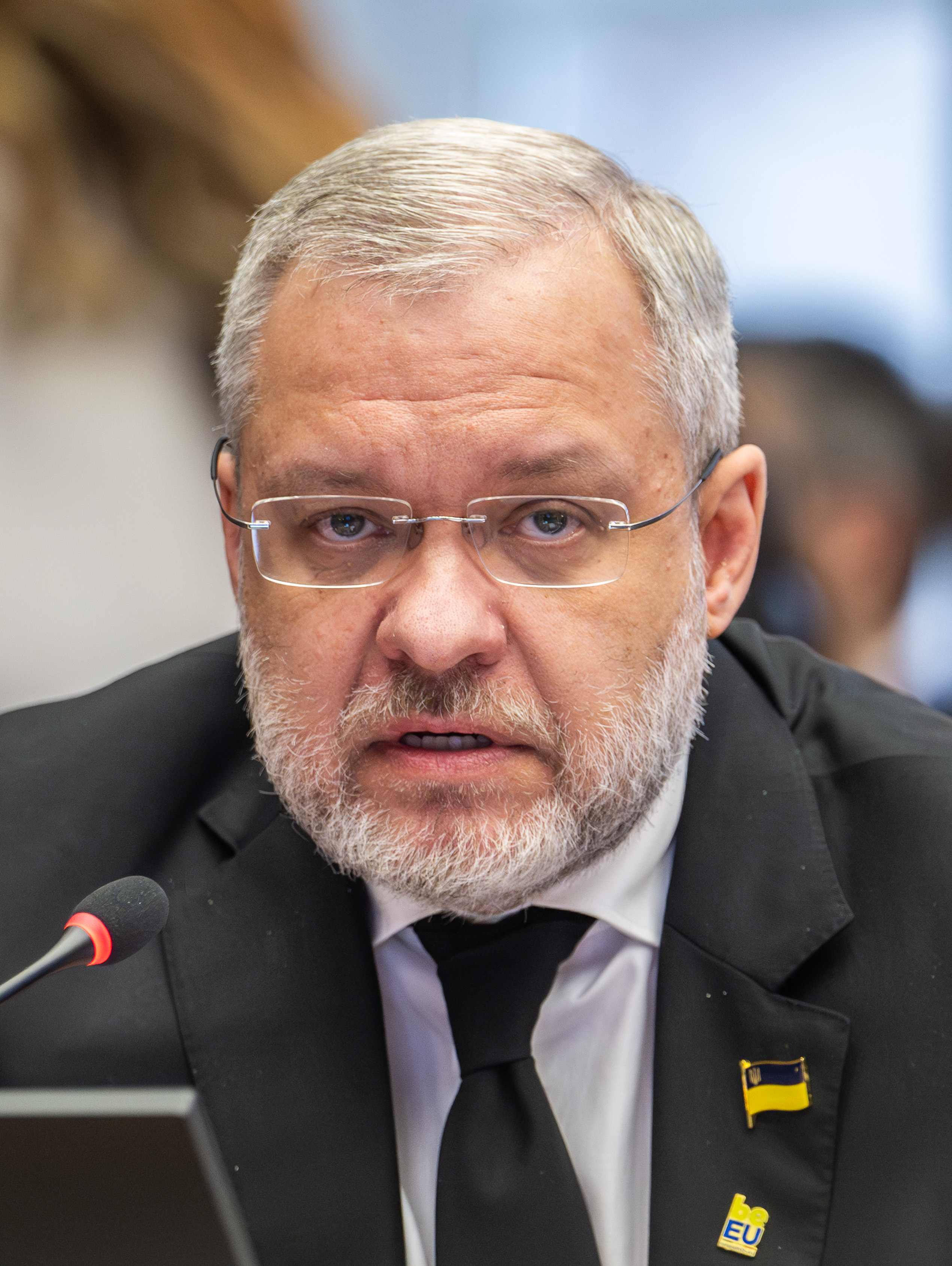
Herman Haluschtschenko (2024)

Herman Walerijowytsch Haluschtschenko (ukrainisch Герман Валерійович Галущенко; * 1973 in Lwiw) ist ein ukrainischer Politiker und seit 2021 Energieminister im Kabinett Schmyhal der Regierung der Ukraine.

## Werdegang
Er studierte an der Staatlichen Universität Lwiw Rechtswissenschaft und schloss das Studium mit einem Abschluss in der Fachrichtung Rechtsanwalt 1995 ab. Von Februar 1994 bis Juni 1995 arbeitete er als Anwalt der JV „DOMAR Travel and Tours Trans LTD“ in Lwiw. 1995 absolvierte Herman Haluschtschenko eine zweite Hochschulausbildung. Er absolvierte die Ukrainische Akademie für Außenhandel mit einem Abschluss in Management der Außenwirtschaftstätigkeit und erwarb einen Master-Abschluss in Internationalem Management. Später, von Juni 1995 bis April 1996, war er stellvertretender Staatsanwalt bei der Staatsanwaltschaft des Gebiets Lwiw. Im Laufe des Jahres, von April 1996 bis März 1997, war Herman Haluschtschenko Attaché, dritter Sekretär der Vertrags- und Rechtsabteilung des Außenministeriums der Ukraine.
Von März 1997 bis Juni 2010 arbeitete er im Sekretariat des Präsidenten der Ukraine in unterschiedlichen Positionen: als leitender Berater, Chefberater, Abteilungsleiter und stellvertretender Leiter der Abteilung des Sekretariats (Verwaltung) des Präsidenten der Ukraine. Im Jahr 2011 arbeitete er für kurze Zeit als leitender Rechtsberater des SE „State Expert Center“ des Gesundheitsministeriums der Ukraine. Von April 2011 bis Juli 2013 arbeitete er im Justizministerium der Ukraine, wo er die Positionen des Assistenten des Justizministers und des Abteilungsleiters für Gerichtsverfahren des Justizministeriums innehatte. In den Jahren 2013–2014 arbeitete er als Executive Director im Bereich Legal Support der Energoatom. Ab 1. September 2014 folgte er dem Ruf als außerordentlicher Professor für Internationales Privatrecht am Institut für Internationale Beziehungen der Nationalen Taras-Schewtschenko-Universität Kiew. Am 6. März 2020 wurde Herman Haluschtschenko zum Vizepräsidenten des Konzerns Energoatom ernannt. Am 29. April 2021 erfolgte die Ernennung zum Energieminister der Ukraine.

## Auszeichnungen
- Ehrentitel „Verdienter Anwalt der Ukraine“ (2004)
- Orden von Danylo Halytsky (2009)